# Цагарија (Вибо Валенција)
Цагарија је насеље у Италији у округу Вибо Валенција, региону Калабрија.
Према процени из 2011. у насељу је живело 83 становника. Насеље се налази на надморској висини од 449 м.